# Monique Darpy
Monique Darpy est une actrice française, née le 5 janvier 1931 à  Paris 13e et morte le 17 janvier 2013 à Ivry-sur-Seine.

## Biographie
Elle passe son enfance à Paris à la Manufacture des Gobelins où travaillent ses parents.
Actrice du troisième plan, elle est remarquable dans les rôles drôles. Après ses débuts sous Bertrand Blier dans Calmos (1976), Monique Darpy incarnait l'hôtelière aux côtés de François Duval et Bernard Giraudeau dans L'Équipage, le rôle de Mme Ancin dans Le Devoir de français et - pour trois fois aux côtés du réalisateur - dans Tête à claques, Le Joli cœur et Le Débutant de Francis Perrin. En 1993 elle est la tante de Claude Jade dans Bonsoir de Jean-Pierre Mocky, en 2000 la grand-mère dans Lilas et le loup et en 2001 la femme de ménage dans J'ai faim !!! de Florence Quentin.
Sur les planches Monique Darpy incarna - entre autres - Madame Pernelle dans Tartuffe, et "la ponne" (la bonne) à l'accent alsacien dans Feu la mère de Madame de Georges Feydeau au Théâtre du Nord-Ouest.

## Filmographie
- 1976 : Calmos de Bertrand Blier : La femme de Maurice
- 1978 : Le Devoir de français téléfilm  de Jean-Pierre Blanc : Mme Ancin
- 1978 : L'Équipage téléfilm  de André Michel : L'hôtelière
- 1982 : Tête à claques de Francis Perrin
- 1984 : Le Joli Cœur de Francis Perrin : Épicière
- 1986 : Le Débutant de Daniel Janneau et Francis Perrin
- 1993 : La Femme à abattre de Guy Pinon : Le dgragueur
- 1994 : Bonsoir de Jean-Pierre Mocky : Amélie Winberg
- 2001 : J'ai faim !!! de Florence Quentin : La femme de ménage
- 2008 : La Minute vieille de Fabrice Maruca (court-métrage à l'origine de la série du même nom)

## Théâtre
- 1954 : Les Plaideurs de Racine, mise en scène Georges Le Roy, Théâtre du Petit Marigny
- 1968 : Le Dragon d'Evgueni Schwarz, mise en scène Antoine Vitez, Comédie de Saint-Étienne, Maison de la Culture de Grenoble, Maison de la Culture de Bourges
- 1970 : Le Précepteur de Jacob Lenz, mise en scène Antoine Vitez, Théâtre de l'Ouest parisien
- 2008 : Savannah Bay de Marguerite Duras, mise en scène de Jean-Luc Mingot, Théâtre du Nord-Ouest
- 2010 : Le Lien de August Strindberg, mis en scène par Vincent Gauthier, Théâtre du Nord-Ouest
- 2011 : Les Vivacités du capitaine Tic, d'Eugène Labiche, mise en scène de Vincent Gauthier, Théâtre du Nord-Ouest et Festival d'Avignon